# Insurrection de Kościuszko
Insurrection de Kościuszko
Batailles
- Racławice
- Varsovie (en)
- Vilnius (en)
- Grande-Pologne
- Szczekociny
- Chełm (en)
- Rajgród (en)
- Varsovie (en)
- Terespol (en)
- Maciejowice
- Praga

L'insurrection de Kościuszko est un soulèvement patriotique dirigé par Tadeusz Kościuszko en 1794 pour libérer la république des Deux Nations (Pologne et Lituanie) de l'occupation russe à la suite de la guerre russo-polonaise de 1792 et du deuxième partage de la Pologne en 1793.
L'insurrection, lancée en mars 1794 à Cracovie, est vaincue en octobre-novembre, s'achevant par le massacre de Praga, qui va longuement marquer la mémoire polonaise. Kosciuszko est fait prisonnier en 1795. Le troisième partage de la Pologne a lieu, qui la fait disparaître en tant qu'État.

## Contexte: du premier au deuxième partage de la Pologne (1772-1793)
Après le premier partage de la Pologne en 1772, le gouvernement de Stanislas II Auguste  a procédé à des réformes, qui culminent avec l'adoption de la constitution du 3 mai 1791. Mais, l'opposition d'une partie de la noblesse, liguée dans la confédération de Targowica, et celle de la Russie aboutissent à la guerre russo-polonaise de 1792.
Durant cette guerre, le rôle du général de division Tadeusz Kościuszko est important. Fort d’une expérience de six années (1777-1782) de combats durant la guerre d'indépendance des États-Unis, auréolé de gloire en Pologne comme à l'étranger, notamment aux États-Unis et en France, il reçoit du roi la croix Virtuti Militari.
Néanmoins, la guerre s'achève par un échec polonais du fait du ralliement de Stanislas II à la confédération de Targowica, et à l'ordre qu'il donne d'arrêter le combat. En janvier 1793, la Russie et la Prusse effectuent le deuxième partage de la Pologne, annexant la moitié de son territoire de 1791. La constitution est abrogée dans ce qui reste du pays, dont le roi est mis sous tutelle.

## Les préparatifs de l'insurrection (fin 1792-mars 1794)

### Kosciuszko et le groupe des patriotes de Leipzig
Les patriotes ne renoncent cependant pas à leurs plans pour sauver l’État. Kosciuszko se joint à un groupe de patriotes réfugiés à Leipzig (notamment Hugo Kołłątaj et Ignace Potocki) et un plan de soulèvement est mis sur pied.
Kosciuszko, qui a été fait « citoyen d'honneur de la France » le 24 août 1792, se rend pour une mission diplomatique à Paris, où il séjourne de la fin de 1792 à l'été 1793. Lorsqu'il arrive, il trouve un bon accueil auprès de la Convention, alors dominée par les Girondins. Mais les choses évoluent défavorablement en 1793 avec le soulèvement de la Vendée (mars) et la formation de la première coalition, la trahison de Dumouriez (avril), la chute des Girondins (juin). Les Montagnards (Danton, Robespierre), très réalistes en matière de politique étrangère, n'ont pas une grande sympathie pour la Pologne et sont aux prises avec une situation militaire très critique qui ne prendra fin qu'au printemps 1794.
Kosciuszko rentre donc à Leipzig au cours de l'été 1793 sans avoir rien obtenu. Il envoie tout de même un autre délégué à Paris, Franciszek Barss, qui, durant l'année 1794, y fondera une organisation, l'Agence (Agencja).

### Le groupe de Varsovie
Durant cette période, un groupe de conspirateurs s'est formé à Varsovie, incluant les généraux Dzialynski et Madalinski, le colonel Jasinski, Stanislas Soltyk (député de la Grande Diète), Joseph Pawlikowski (journaliste), André Kapostas, banquier et écrivain, Charles Prozor, un magnat lituanien.
En septembre, Kosciuszko vient en Pologne pour conférer avec les conspirateurs locaux. Il se rend compte que la situation est difficile pour les patriotes et souhaiterait ne pas déclencher l'insurrection trop rapidement.
Un changement important est le remplacement, à la fin de l'année 1793, de l'ambassadeur de Russie, le général Sievers, par le général Igelström, dont l'attitude va être beaucoup plus dure envers les autorités polonaises. Au début de 1794, des arrestations commencent à avoir lieu. Le groupe de Varsovie est obligé de cesser ses activités. De plus, les puissances partageantes exigent la démobilisation de la moitié des soldats de l'armée polonaise (qui serait ramenée à 20 000 hommes) et leur incorporation aux armées d'annexion.

### L'expédition de Madalinski (mars 1794)
Le 12 mars 1794, le général Madaliński, commandant de la 1re brigade de cavalerie de Grande-Pologne (1 500 hommes) stationnée à Ostrołęka, au nord de Varsovie, décide de désobéir à l'ordre de démobilisation et d'amener ses troupes à Cracovie, lieu prévu par Kosciuszko pour le départ de l'insurrection.
Il a avec lui environ un millier de soldats, ainsi que des volontaires nobles et paysans. Passant à l'ouest de Varsovie, il traverse des régions occupées par l'armée prussienne, avec laquelle il a deux accrochages mineurs. Le 23 mars, poursuivi par une partie de la garnison russe de Varsovie, il arrive à Końskie, près de Kielce, à environ 100 km au nord de Cracovie.
Le 23 mars est le jour où Kosciuszko, ayant appris ce mouvement (qu'il n'a pas décidé lui-même), arrive à Cracovie afin de lancer l'insurrection de façon plus générale.

## Déroulement

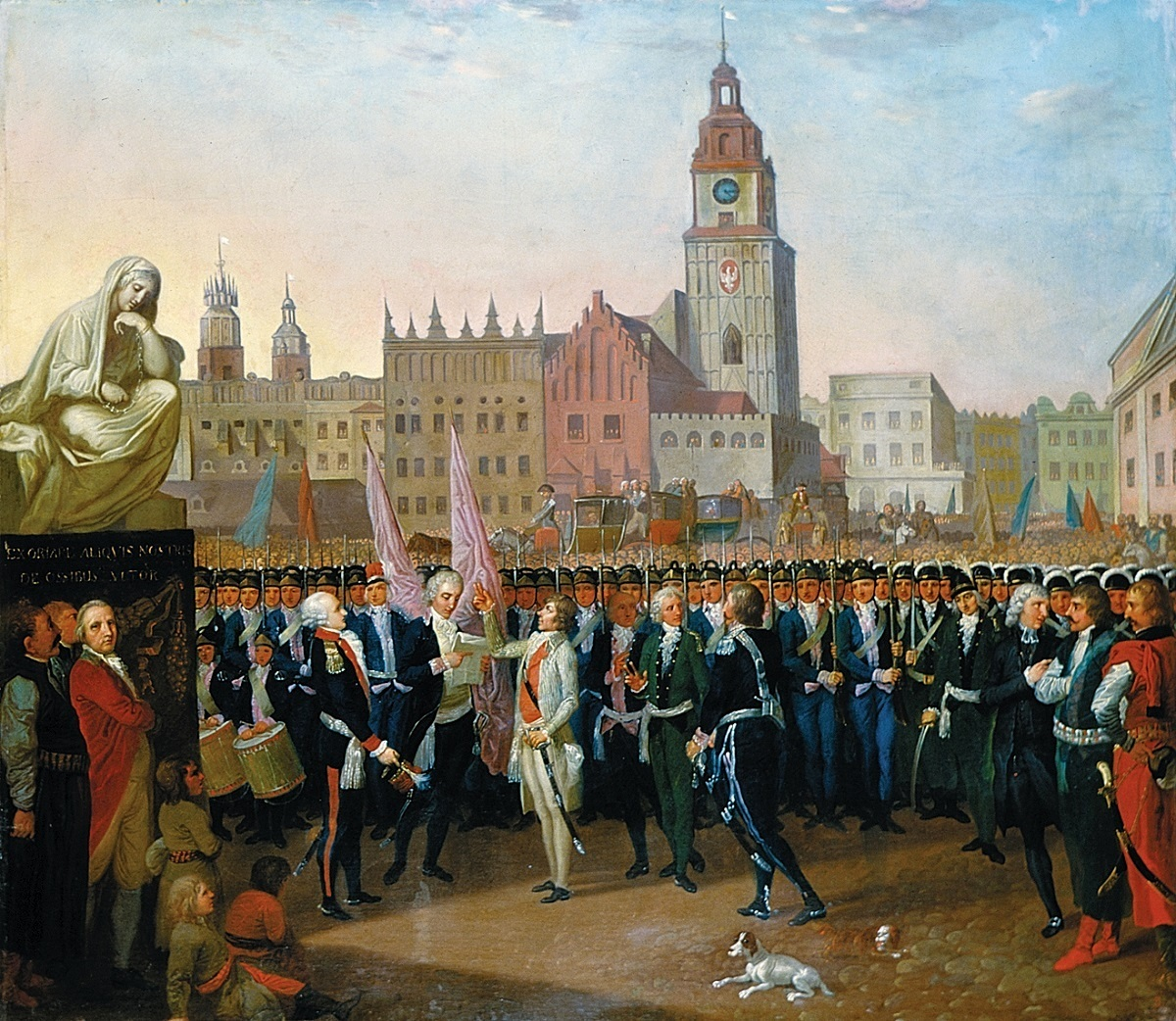
Tadeusz Kościuszko prêtant serment, par Franciszek Smuglewicz.

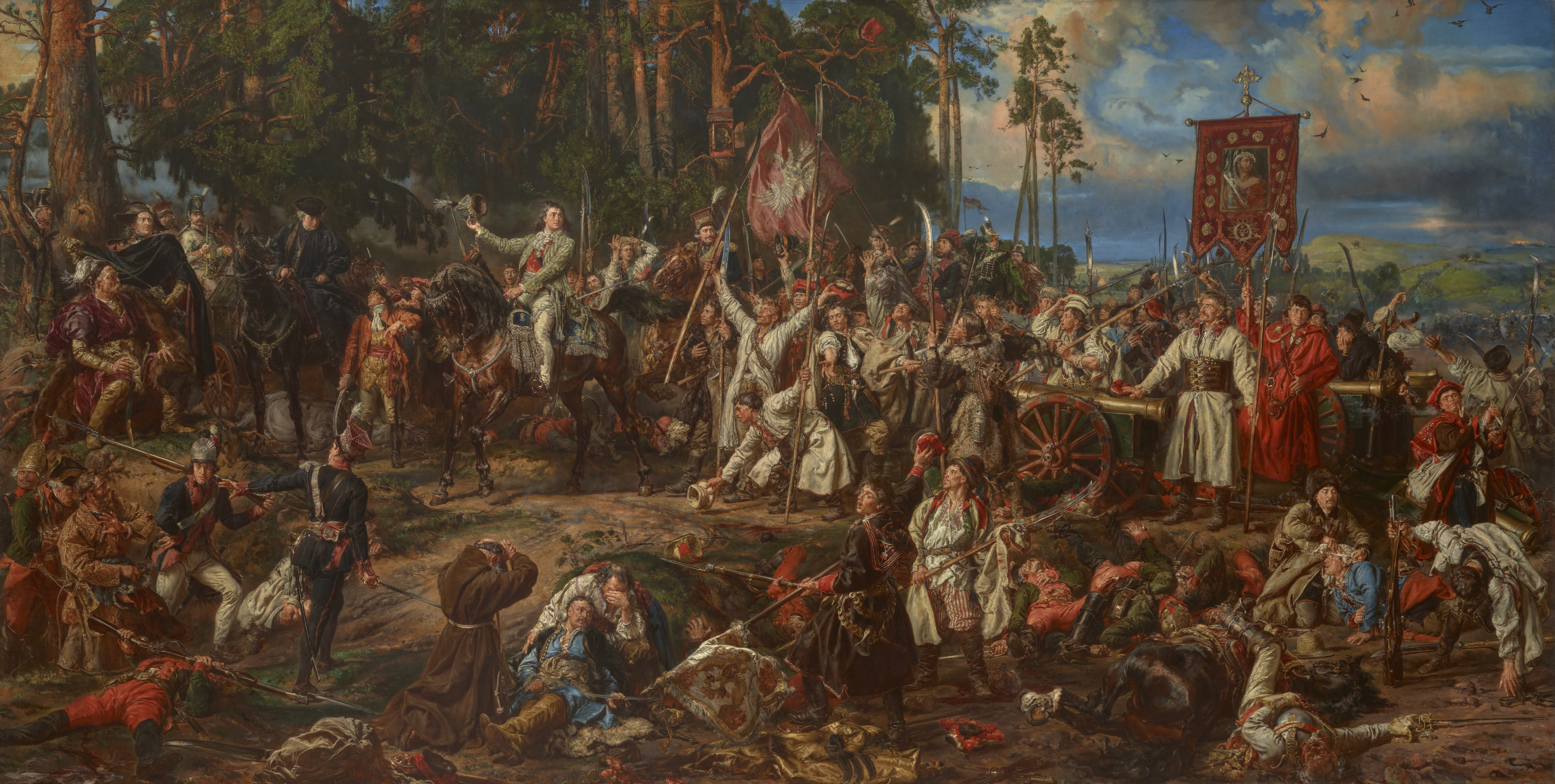
La Bataille de Racławice, par Jan Matejko.

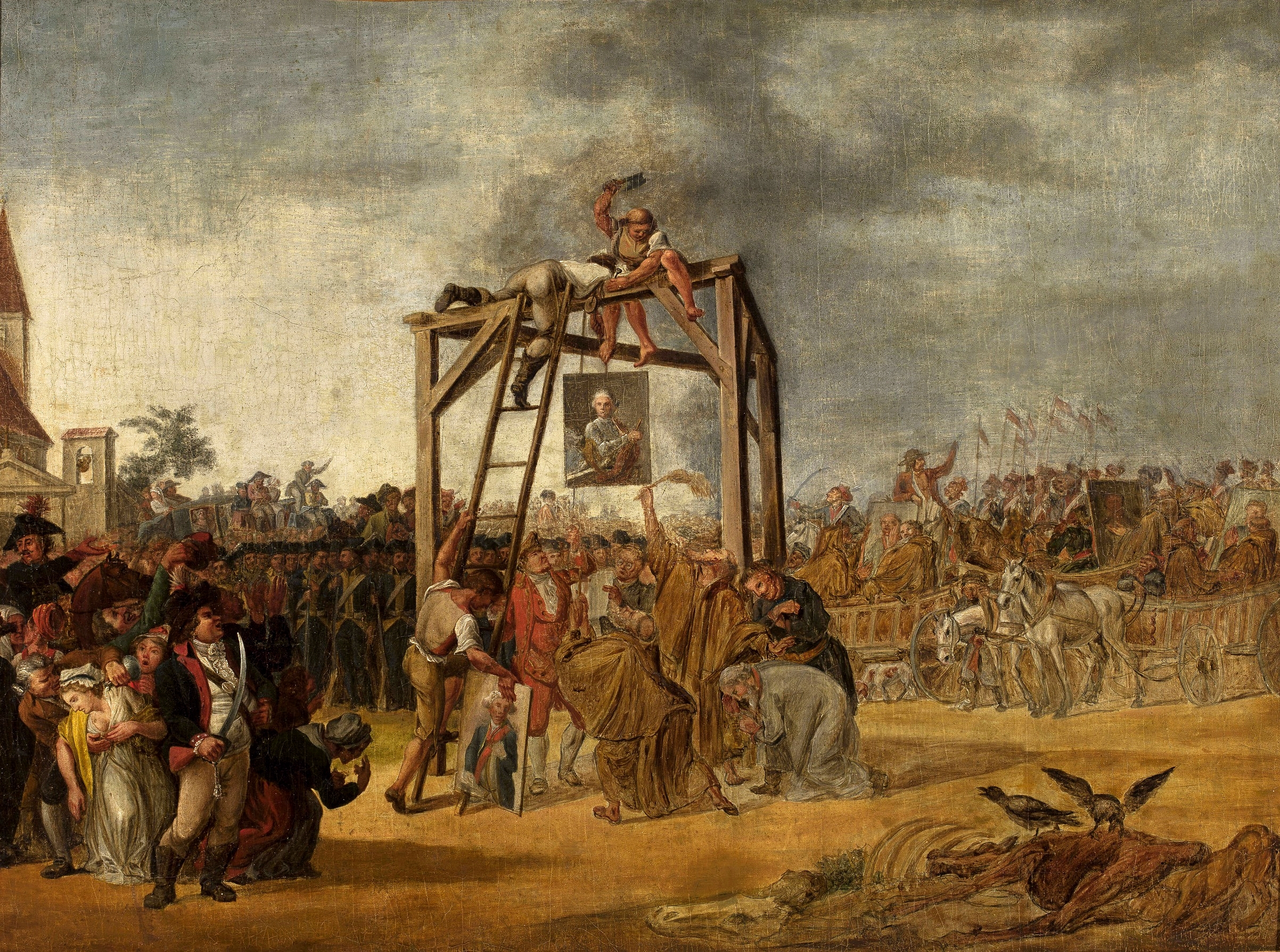
Exécution des traîtres, par Jean Pierre Norblin de la Gourdaine.

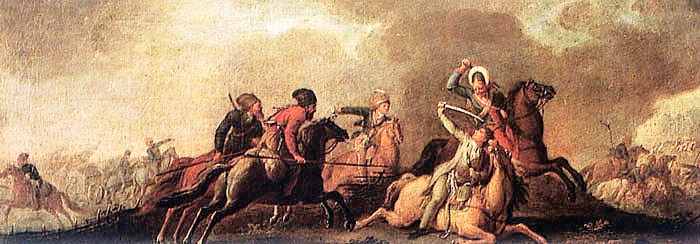
Kościuszko à la Bataille de Maciejowice, par (Kościuszko y fut blessé et fait prisonnier).

### Les débuts victorieux (mars-avril)

#### La proclamation de l'insurrection (24 mars 1794)
Tadeusz Kościuszko, profitant de l'absence de garnison russe, vient à Cracovie où il reçoit l'allégeance du commandant de la division de Petite-Pologne, le général Wodzicki.
Le 24 mars 1794, Kosciuszko lance le soulèvement en prononçant un discours solennel sur la place principale (rynek) de la ville. Sa proclamation doit tenir lieu de loi fondamentale pour la durée des combats ; assumant les pouvoirs de commandant en chef de toutes les forces polonaises, il prête serment de fidélité au peuple et à ses intérêts en promettant « de ne pas utiliser ses pouvoirs pour opprimer quiconque, mais pour défendre l'intégrité des frontières de la Pologne, pour retrouver l'indépendance de la nation et pour renforcer les libertés universelles ».

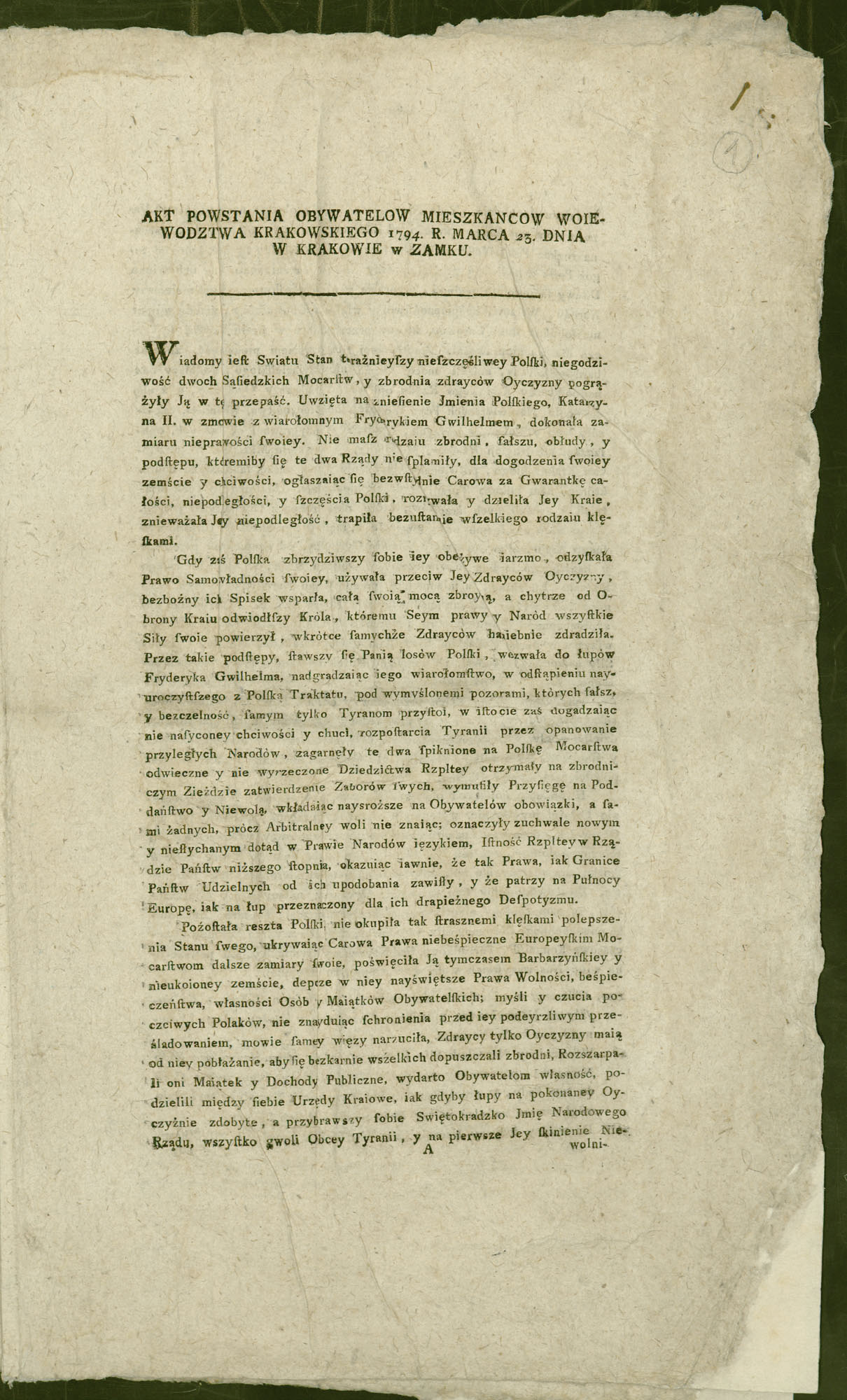
L'acte de mobilisation de Kościuszko le 24 mars 1794

À la date de la proclamation, la Russie a 29 000 soldats en Pologne et 30 000 dans la zone annexée au deuxième partage. La Prusse a 8 000 soldats en Pologne. L'armée polonaise a au total 26 000 soldats dispersés dans le pays ; plus 14 500 qui se trouvent dans la zone d'annexion russe, en passe d'être intégrés dans l'armée russe.
Kościuszko émet pour la Petite-Pologne un ordre de mobilisation d'un fantassin pour cinq foyers (équipé d'une carabine, d'une pique ou d'une hache) et d'un cavalier pour cinquante foyers. L'état-major de Kościuszko estime que la mobilisation de tous les hommes valides âgés de 18 à 40 ans dans l'armée d'insurrection lui permettrait de rassembler 10 000 recrues.
Les difficultés à se procurer suffisamment d'armement classique font que beaucoup d'unités vont être formées de volontaires armés de faux transformées en piques (la lame montée dans le prolongement du manche) : ils sont appelés les faucheurs (kosynierzy). En effet, Kosciuszko, tenant compte de certaines théories mises en pratique dans l'armée révolutionnaire française, accorde une grande importance aux assauts massifs à la baïonnette (ou à la pique).

#### La bataille de Racławice (4 avril)
La tsarine Catherine ordonne alors au corps du général de division Fiodor Denissov (pl) d'attaquer Cracovie.
Le 4 avril, les deux armées se rencontrent près du village de Racławice, situé à 20 km au nord-est de la ville. Dans ce qui est maintenant connu sous le nom de bataille de Racławice, Kościuszko réussit à l'emporter sur un adversaire supérieur en nombre et mieux équipé. Après la bataille, les forces russes se retirent, mais celles de Kościuszko sont trop faibles pour entamer une poursuite et les chasser de Petite-Pologne.
Bien que l'importance stratégique de la victoire de Racławice soit faible, elle a un grand retentissement politique : la nouvelle de la victoire se propage rapidement, incitant d'autres régions de Pologne à rejoindre l'insurrection. Début avril, les forces de l'armée polonaise stationnées dans la région de Lublin et en Volhynie rejoignent les rangs de Kościuszko.

#### Le soulèvement de Varsovie (17 avril)
Un groupe patriotique se reforme à Varsovie au début d'avril, autour de Thomas Maruszewski et de Jean Kilinski. Kilinski, artisan cordonnier, est particulièrement influent dans le peuple et représente une tendance démocrate de l'insurrection.
La ville de Varsovie abrite alors une garnison polonaise de 3 500 soldats, commandés par le général Mokronowski (en) et une garnison russe de 7 500 (restant après le départ des unités poursuivant Madalinski) ; les Prussiens ont 1 650 soldats à proximité.
Le 17 avril, l'ambassadeur Igelström, qui est aussi commandant en chef des troupes russes stationnées en Pologne, lance une opération de police contre les partisans de Kosciuszko ; les Russes essaient aussi de neutraliser la garnison polonaise, en s'emparant de l'arsenal, situé rue Miodowa.
Il en résulte un soulèvement contre la garnison russe, sous la direction de Kilinski (en), alors que le roi Stanislas II Auguste reste indécis.
Les insurgés sont aidés par une erreur d'Igelström qui a choisi pour mener son action le Jeudi saint, jour où de nombreux soldats russes se rendent à l'église pour l'office sans prendre leurs armes. D'autre part, très rapidement, les premiers insurgés bénéficient de l'aide de la population qui vient à leurs côtés lorsqu'ils attaquent en de nombreux points de petits groupes de soldats russe.
Après deux jours de combats intenses, les Russes, qui ont perdu entre 2 000 et 4 000 blessés sur les 6 000 hommes de la garnison, quittent la ville.
Le massacre de soldats russes désarmés allant assister au service de Pâques sera par la suite considéré comme criminel par les Russes et cela sera utilisé plus tard comme argument pour justifier les actes de vengeance commis pendant le siège de Varsovie.
Une fois l'insurrection maîtresse de la ville, des institutions sont mises en place. Le 19 avril, un conseil est mis en place : le Conseil provisoire du duché de Mazovie, dont le président est Ignace Zakrzewski, maire de Varsovie en 1792, fonction dont il avait été démis au début de la guerre russo-polonaise. Cet organisme, concernant en principe la province de Varsovie, la Mazovie, sera absorbé le 27 mai par le Conseil national suprême, directement lié à Kosciuszko.
Dans l'ensemble, le conseil provisoire est dominé par des modérés, proches du roi Stanislas Auguste ; celui-ci ne s'oppose pas à l'insurrection, mais les principaux protagonistes du soulèvement de Varsovie se trouvent marginalisés.

#### Le soulèvement dans le grand-duché de Lituanie (22 avril)
Dans la nuit du 22 au 23 avril, des insurgés dirigés par Jakub Jasiński (en) et par Karol Prozor prennent le contrôle de la capitale du grand-duché, Wilno (aujourd'hui Vilnius), en neutralisant la garnison russe commandée par le général Nicolas Arseniev
Le 24 avril est mis en place le Conseil gouvernemental suprême de Lituanie (Rada Najwyższa Rządowa Litewska), qui proclame l'« Acte d'insurrection de la nation lituanienne ». Le conseil est composé d'une trentaine de membres, dont Jasinski, Antoni Tyzenhauz, maire de Wilno, le jésuite Martin Odlanicki Poczobutt, Michał Straszewicz, père de l'historien Joseph Straszewicz, le général Ignace Gielgud, le général Romuald Gedroitze. Deux de ses membres feront partie du Conseil national suprême après le 10 mai (Sulistrowski et Wawrzecki).
Le grand hetman de Lituanie, membre de la confédération de Targowica, Simon Kossakowski, est condamné à mort et exécuté pour trahison le 25 avril.
En Ukraine, des unités polonaises intégrées à l'armée russe se soulèvent : 4 000 soldats et officiers parviennent à rallier la zone contrôlée par Kosciuszko, mais d'autres sont arrêtés et subissent divers châtiments (principalement l'envoi dans les unités combattant dans le Caucase).

### Deuxième phase: les efforts de consolidation

#### Tentatives diplomatiques de Kosciuszko
Tandis que la France confirme qu'elle n'apportera pas d'aide à l'insurrection polonaise, Kosciuszko entre en contact avec les autorités autrichiennes et prussiennes, mais sans résultat.

#### L'appel à la paysannerie: le manifeste de Polaniec (7 mai)
Le 7 mai 1794, Kościuszko promulgue à partir du camp de Połaniec
une ordonnance appelée en polonais Uniwersał połaniecki
(en français « Proclamation de Polaniec » ou « Manifeste de Polaniec »).
Par cette ordonnance, Kosciuszko abolit partiellement le servage en Pologne, accorde la liberté civile à tous les paysans et leur promet l'aide de l'État contre les exactions de la noblesse. C'est la première fois dans l'histoire de la Pologne que les paysans sont officiellement considérés comme faisant partie de la nation (narod), l'appartenance à la nation polonaise ayant jusque-là été considérée comme réservée aux membres de la noblesse.
Il attire ainsi de nombreux paysans dans les rangs des révolutionnaires, bien que la nouvelle loi ne soit pas totalement entrée en vigueur et ait été boycottée par une grande partie de la noblesse[réf. nécessaire].

#### LeConseil national suprême(10 mai)
Cet organisme, prévu dès le 24 mars, est mis en place le 10 mai.
Il est formé de responsables de « départements ». Ignace Zakrzewski devient responsable de l'Approvisionnement.
Le 8 juin, le Conseil décide l'émission de billets du Trésor pour au plus 72 000 000 de zlotys et le 2 août est créée la direction des billets du Trésor (Dyrekcja do Biletów Skarbowych), avec sept administrateurs, trois hommes de finances de Varsovie et quatre nobles (notamment Antoni Dzieduszycki, issu du Conseil provisoire de Mazovie). La première émission a lieu le 16 août. C'est la première émission de papier-monnaie en Pologne.
Au début de juin, Kosciuszko impose son autorité aux insurgés de Lituanie, dont il trouve les dirigeants trop radicaux, en remplaçant (1er juin) le Conseil gouvernemental par une Députation centrale
et en appelant auprès de lui le colonel Jasinski, remplacé (4 juin) à la tête des troupes lituaniennes par Michel Wielhorski.

### Troisième phase: les difficultés

#### L'intervention de la Prusse (mai-juin): Szczekociny et Cracovie
Le 10 mai, des troupes prussiennes sous le commandement du général Favrat franchissent la frontière afin de se joindre aux forces russes opérant dans le nord de la Pologne. Le 3 juin, Frédéric-Guillaume s'installe à Szczekociny et prend le commandement de l'armée prussienne.
Le 6 juin, Kościuszko (avec 14 000 hommes) est battu à Rawka près de Szczekociny par les forces prussiennes et le corps de Denissov (27 000 hommes au total). Deux généraux polonais sont tués : Wodzicki et Grochowski. Les Polonais battent en retraite vers Varsovie (via Kielce, Radom) sans être poursuivis.
Le 8 juin, le général Zajączek est battu à Chełm, à l'est de Lublin, par les troupes russes du général Derfelden. Mais là encore, les Polonais échappent à une poursuite, car Derfelden a l'ordre de partir vers la Lituanie.
Le 15 juin, un corps prussien (général Elsner) s'empare de Cracovie sans résistance de la part du général Wieniawski, que Kosciuszko a laissé à la tête de la garnison en quittant la ville. Considéré comme un traître, Wieniawski est condamné à mort par contumace le 3 juillet et exécuté en effigie au camp de Wólka Pracka.
Une conséquence secondaire de la prise de Cracovie est le vol par les Prussiens des joyaux de la Couronne polonaise, qui seront détruits pour la plus grande part en 1809 pour faire de la monnaie.

#### L'intervention de l'Autriche (juin-juillet): Lublin
Le 27 juin, à Vienne, François II décide d'intervenir à son tour, considérant Cracovie comme promise à l'Autriche dans le futur partage qu'il envisage. Le 30 juin, l'armée autrichienne envahit le sud de la Pologne.
Lublin est prise le 7 juillet.

#### Évolution de la situation politique à Varsovie (juin 1794)
Les tensions entre radicaux et modérés aboutissent le 28 juin à des exécutions sommaires par la foule de personnes emprisonnées pour trahison : Karol Boscamp-Lasopolski et le castellan Czetwertynski, tous deux emprisonnés dès le début du soulèvement de Varsovie, l'évêque Massalski, le juriste Wulfers, qui lui avait été membre du Conseil provisoire de Mazovie, puis démis, etc.

#### Le siège de Varsovie (juillet-septembre)
Les forces polonaises repliées sur Varsovie commencent à renforcer la défense la ville. Des unités russes sont défaites dans une série d'escarmouches autour de la ville et les défenseurs réussissent à achever les fortifications avant que les alliés établissent le siège (22 juillet). Le 20 août, un soulèvement en Grande-Pologne oblige les Prussiens à retirer leurs forces de Varsovie.
Le siège est levé le 5 septembre, les forces russes commandées par le général Fersen se retirant sur la rivière Pilica, affluent de la rive gauche de la Vistule en amont de Varsovie.

#### La défaite des insurgés en Lituanie (12 août)
Le 19 juillet, les Russes lancent une première attaque contre Wilno, défendue par environ 500 soldats réguliers et 1 500 volontaires. Les forces russes, commandées par le général von Knorring, comptent environ 8 000 hommes avec une dizaine de canons. Au bout de deux jours de combats acharnés, la ville reste aux mains des insurgés.
Knorring reprend l'offensive le 11 août, avec 12 000 soldats et une plus forte artillerie. La défense de la ville est maintenant dirigée par le général Chlewiński, Wielhorski ayant été remplacé pour raisons de santé. Cette fois, les Russes sont vainqueurs : Wilno capitule le 12 août. Le 14 août, les habitants signent un acte d'allégeance.
À Varsovie, Chlewiński est accusé de trahison et une enquête est ouverte sur la défense de Wilno, mais elle est interrompue sans résultats après la défaite de Maciejowice.

#### L'insurrection de Grande-Pologne (août)
Tandis que les insurgés de Lituanie sont vaincus par l'armée russe, qui reprend Wilno le 12 août, l'insurrection de Grande-Pologne (région occidentale de la Pologne, autour de Poznań) obtient en revanche des succès. Un corps polonais commandé par le général Dombrowski s'empare de Bydgoszcz (2 octobre) et entre en Poméranie presque sans opposition. Grâce à la mobilité de ses troupes, Dombrowski, encerclé par une armée prussienne moins mobile, réussit à s'enfuir, obligeant les Prussiens à retirer la plupart de leurs troupes du centre de la Pologne.

### La fin de l'insurrection

#### La bataille de Maciejowice (10 octobre)
Pendant ce temps, les Russes organisent un nouveau corps commandé par le général Alexandre Souvorov et lui ordonnent de rejoindre celui d'Ivan Fersen.
Après avoir livré les batailles de Krupczyce (ru) (17 septembre) et de Terespol (de) (19 septembre), l'armée de Souvorov commence sa marche vers la capitale polonaise. Afin d'éviter la jonction des deux armées russes, Kościuszko mobilise ses forces à Varsovie et part vers le sud-est à la rencontre de Souvorov, chargeant Adam Poninski de retenir Fersen sur la rive gauche de la Vistule.
Mais Fersen réussit à franchir le fleuve et Kosciuszko doit l'affronter à Maciejowice.
La bataille commence le 10 octobre. Souvorov ayant rejoint Fersen, les Russes l'emportent. Kościuszko, blessé, est capturé et envoyé à Saint-Pétersbourg.

#### La bataille de Praga (4 novembre)
Le nouveau commandant de l'insurrection, Tomasz Wawrzecki (en), n'est pas en mesure de contenir le développement des luttes pour le pouvoir. Finalement, il ne conserve que le commandement des forces militaires affaiblies, tandis que le pouvoir politique passe aux mains du général Zajączek qui, à son tour, doit lutter à la fois contre les radicaux, les « Jacobins polonais (en) », et les conservateurs de la noblesse monarchiste.
Le 4 novembre, les forces conjointes russes lancent un assaut massif sur Praga, faubourg de Varsovie sur la rive droite de la Vistule. Après 4 heures de combat au corps à corps, les 24 000 soldats russes enfoncent les défenses polonaises et commencent à piller et incendier l'arrondissement. Le quartier est complètement détruit et environ 20 000 de ses habitants sont assassinés. Cet événement est connu comme le « massacre de Praga ».

#### La capitulation (16 novembre)
Découragé, Wawrzecki décide de retirer ses forces vers le sud, abandonnant Varsovie qui est prise le 5 novembre. Le 16 novembre, il capitule à Jakimowice, près de Radoszyce (actuelle voïvodie de Sainte-Croix), à 100 km au sud-ouest de Varsovie, ce qui met fin à l'insurrection. La puissance polonaise est brisée : l'année suivante a lieu le troisième partage de la Pologne, qui répartit le reste du pays entre l'Autriche, la Russie et la Prusse.

## Les conséquences de l'insurrection

### Les relations entre la Russie, la Prusse et l'Autriche en 1795
Au moment de la capitulation, la seule perspective pour ces trois puissances est celle d'une partition intégrale de la Pologne. Mais elles sont loin d'un accord sur les modalités du partage.
Il existe notamment une tension entre la l'Autriche et la Prusse, qui occupe Cracovie, ville revendiquée par l'Autriche. Or la Russie adopte un point de vue plutôt favorable à l'Autriche. En janvier 1795, une convention de partition est signée entre la Russie et l'Autriche, excluant la Prusse.
Anticipant cette situation, la Prusse s'est avant même la fin de l'insurrection engagée dans des pourparlers avec la France, contre qui elle est en guerre depuis 1792, afin de conclure la paix et de pouvoir ramener toute son armée sur le terrain polonais. Ces pourparlers aboutissent le 5 avril 1795 avec la signature du traité de Bâle. Contrairement à certaines promesses antérieures, le gouvernement français n'impose à la Prusse aucune condition relative à la Pologne.
La Prusse renforce donc sa position à l'est de l'Europe, alors que l'Autriche doit continuer de se battre contre la France, notamment en Italie (la Russie en revanche n'est jamais entrée dans la première coalition).
Les trois pays vont finalement arriver à un accord, personne ne voulant aller jusqu'à la guerre. Le 24 octobre 1795, la Prusse est intégrée à la convention austro-russe.

### Le troisième partage de la Pologne (1795-1797)
Après l'échec de l'insurrection de Kościuszko, les vainqueurs associés à l'Autriche procèdent au troisième partage de la Pologne (c'est-à-dire, dans ce cas, de la république des Deux Nations) par un traité signé le 24 octobre 1795, partage concernant la totalité du territoire resté polonais après le deuxième. Contrairement aux précédents traités de partage, aucun représentant de la Pologne n'a participé aux discussions.
Le 25 novembre, Stanislas II, amené à Grodno, abdique au profit de la Russie, qui devient de jure dépositaire de la couronne de Pologne.
En janvier 1797, les trois puissances signent une convention par laquelle elles s'engagent à ne pas employer le mot « Pologne » dans une nomenclature officielle.

### La création des Légions polonaises au service de la France
La défaite de l'insurrection, puis le troisième partage, poussent de nombreux officiers et hommes politiques polonais à l'exil. C'est le début de ce qu'on appelle la Grande Émigration. Beaucoup se tournent vers la France républicaine à qui ils proposent leurs services ; les gouvernements (la Convention thermidorienne, puis le Directoire) les envoient à l'armée d'Italie, commandée par le général Bonaparte, dont l'adversaire principal est l'Autriche (en revanche, la France n'est plus en guerre contre la Prusse depuis le traité de Bâle d'avril 1795).
C'est là que sont créées les deux premières Légions polonaises, commandées par les généraux Dombrowski et Kniaziewicz (membre de l'état-major de Zajaczek pendant l'insurrection). C'est aussi en Italie qu'est écrit dès 1797 le chant des légions polonaises, aujourd'hui hymne national de la Pologne, La Mazurka de Dombrowski (Mazurek Dąbrowskiego), de Józef Wybicki.
Tadeusz Kosciuszko, libéré en 1797 par le tsar Paul Ier, successeur de Catherine II, ne se mettra cependant jamais au service de la France (ni, un peu plus tard, du duché de Varsovie), bien qu'il vive en France sous le règne de Napoléon.

### La répression dans la zone de partition russe
Les familles de la noblesse polonaise qui ont soutenu le soulèvement de Kościuszko sont dépouillées de leurs biens, qui sont attribués à des généraux ou des courtisans russes. On estime que 650 000 serfs polonais sont transférés de cette manière à des Russes.
Certains sont expulsés vers la Russie méridionale et contraints de servir dans l'armée russe à la conquête du Caucase. D'autres se voient refuser leur statut par les autorités russes, ce qui signifie pour eux la perte de leurs privilèges juridiques et de leur statut social, limitant considérablement toute possibilité de carrière dans l'administration ou l'armée. Cela signifie aussi qu'ils ne peuvent pas posséder de terre, un autre coup à leur ancien statut de noble.

### La modernisation de la pensée politique polonaise
Malgré son échec, le soulèvement de Kosciuszko marque le début de la pensée politique moderne en Pologne. La proclamation de Połaniec et la présence des « Jacobins polonais » correspondent à la naissance d'une tendance démocratique dans le mouvement patriotique polonais.

## La situation de la Pologne partagée
La situation de partage intégral, au sens strict, dure de 1795 à 1807. En effet, la création du duché de Varsovie par Napoléon aux traités de Tilsit introduit un changement important, puisqu'il s'agit du rétablissement d'un État polonais, qui se prolongera ensuite dans le royaume de Pologne du congrès de Vienne.

### Les mesures anti-polonaises dans le domaine éducatif
Dans l'immédiat, les réformes proposées par les réformateurs et par Kościuszko, visant notamment à limiter le servage, sont abandonnées. Tous les gouvernements des puissances partageantes taxent lourdement les terres nouvellement occupées, renflouant leurs finances au détriment de la population locale.[réf. nécessaire]
Le système scolaire va également se dégrader, car l'enseignement dans ces territoires n'est pas considéré comme une priorité. La Commission de l'éducation nationale, le plus ancien ministère de l'éducation dans le monde (1774), est supprimé, parce que les puissances partageantes n'ont aucun intérêt à investir dans l'éducation dans les territoires habités par les Polonais, dont beaucoup restent patriotes.
La création d'établissements d'enseignement dans le pays devient très difficile. Par exemple, une tentative de créer une université de Varsovie est récusée par les autorités prussiennes[réf. nécessaire]. En revanche, les Prussiens créent en 1804 le lycée de Varsovie.
Dans les territoires annexés par les Prussiens et les Russes, les centres de formation sont germanisés ou russifiés. Seuls les territoires annexés par l'Autriche sont relativement épargnés par les mesures anti-polonaises. Selon S. I. Nikołajew, cette conduite a pu faire progresser la littérature et les arts polonais, puisque les habitants des territoires occupés peuvent bénéficier des développements culturels allemands et russes[pas clair].

### La condition paysanne
Dans les régions annexées par la Russie, des changements interviennent pour les paysans de religion orthodoxe d'Ukraine et de la Biélorussie : cela signifie la fin de l'oppression religieuse des autorités polonaises, adeptes du catholicisme romain. En revanche, dans l'ouest de l'Ukraine, les orthodoxes sont une minorité, la majorité de la population est catholique de rite oriental.
Des paysans sont fouettés simplement pour avoir mentionné le nom de Kościuszko et ses idées sur l'abolition du servage. Platon Zoubov, le dernier favori de Catherine II, qui a reçu des terres en Lituanie, se montre particulièrement infâme, car il va personnellement torturer à mort de nombreux paysans qui se plaignent de la détérioration de leurs conditions de vie[réf. nécessaire]. De plus, les autorités russes recrutent pour un service de très longue durée.
Comme les conditions du servage dans l'ancienne Pologne étaient déjà sévères, des discussions existent encore sur les conséquences de l'insurrection pour les paysans.